# Operação Mačva
A Operação Mačva, conhecida como Limpeza do Crescente Sava  (em sérvio:  Чишћење лука Саве,  em alemão:  Säuberung des Save-Bogens)  foi uma operação militar alemã durante a revolta no território da Sérvia ocupado pelos alemães. Esta operação foi mencionada em alguns documentos alemães contemporâneos e em algumas obras como Operação Limpeza de Mačva. 
O objetivo da operação era a destruição das forças rebeldes de Chetniks e Partisans na região de Mačva e seu quartel-general na montanha Cer-Iverak e cometer massacres em massa da população local com a intenção de dar um "exemplo terrível" ao resto da população da Sérvia.
O comandante das forças alemãs foi o recém-nomeado comandante militar do território ocupado Franz Böhme que trouxe a 342ª Divisão de Infantaria com 12.000 soldados mais jovens da França para o oeste da Sérvia para apoiar soldados idosos mal equipados e mal treinados na 718ª Divisão e partes da 704ª Divisão.
A operação começou em 24 de setembro de 1941, quando a 342ª Divisão de Infantaria cruzou o rio Sava e atacou as forças rebeldes que sitiavam Šabac, que recuaram em direção à montanha Cer-Iverak. As forças alemãs, apoiadas pela Milícia Ustaše, organizaram massacres massivos da população civil e mataram cerca de 6 mil e aprisionaram mais de 21 mil civis. A operação terminou em 9 de outubro de 1941 com o fracasso das forças do Eixo em destruir os rebeldes e seus quartéis-generais porque as forças rebeldes foram forçadas a recuar para o sul depois de sofrerem baixas de 742 homens. Para completar o objectivo desta operação e preparar as condições prévias para reprimir a revolta no resto da Sérvia, Böhme ordenou outra operação militar (Cer-Iverak) e uma série de outras operações que eventualmente esmagaram a revolta na Sérvia, com um número total de cerca de 4.000 rebeldes. mortos durante a revolta e cerca de 35.000 civis mortos em represálias.

## Prelúdio
No início da Revolta na Sérvia, as forças do Eixo foram incapazes de reprimir a revolta devido ao envolvimento da Wehrmacht na Frente Oriental. É por isso que as forças conjuntas do Exército Iugoslavo e do Partido Comunista Iugoslavo conseguiram capturar um território substancial na parte ocidental da Sérvia ocupada pelos alemães.
Em 16 de setembro de 1941, para garantir as rotas de abastecimento de suas tropas através da Sérvia Ocidental, Hitler ordenou que Wilhelm List reprimisse o levante na Sérvia e reforçasse as tropas na Sérvia. No mesmo dia, Hitler nomeou Franz Böhme, que na época era comandante do 18.º Corpo de Exército na Grécia, para o cargo de comandante militar da Sérvia ocupada pelos alemães.  Böhme chegou à Sérvia em 19 de setembro de 1941 e dois dias depois, em 21 de setembro de 1941, emitiu a ordem para a operação "Limpeza do Crescente Sava".   Esta operação foi uma das muitas operações ofensivas do Eixo organizadas no verão e no outono de 1941 contra os rebeldes na Sérvia.  Os comandantes alemães sabiam que era impossível suprimir a revolta em todas as partes da Sérvia ao mesmo tempo.  É por isso que decidiram primeiro limpar a região do crescente de Sava, depois as partes ocidentais da Sérvia e Šumadija.  Somente após a limpeza bem-sucedida do oeste da Sérvia, o comando alemão planejou organizar a limpeza da região ao redor de Bor, no leste da Sérvia, das forças rebeldes. 
Os objetivos da operação foram:    
- destruição das forças rebeldes dos guerrilheiros liderados pelos comunistas e do exército iugoslavo na pátria e captura dos líderes rebeldes na montanha Cer
- captura de toda a população masculina da região alvo e massacre em massa da sua população para dar um "exemplo terrível" a todo o país com a intenção de suprimir a revolta e fortalecer a influência do Regime de Nedić.

A operação "Limpeza do Crescente Sava" incluiu a captura de Šabac e seus arredores e a operação "Mačva" (até 27 de setembro) e a operação "Cer — Iverak" (8 de setembro - 9 de outubro de 1941) e foi seguida por uma série de operações militares que durou até 4 de dezembro de 1941. 

## Forças

### Forças do Eixo
Antes da Operação Barbarrossa, a Wehrmacht retirou as suas unidades de combate da Sérvia ocupada pelos alemães. No início da revolta na Sérvia, as forças alemãs estavam limitadas a apenas quatro divisões de soldados de idade avançada mal equipados e sem treino que eram, na melhor das hipóteses, capazes de actuar como forças ocupacionais, mas não como forças de combate contra as prolongadas actividades rebeldes.  No início da revolta na Sérvia, o Marechal de Campo Alemão Wilhelm List solicitou o reforço das suas tropas com uma divisão de combate, mas o seu pedido foi recusado porque o comando alemão não queria enfraquecer as suas forças durante as operações na Frente Oriental.  Em 13 de setembro de 1941, List solicitou novamente unidades adicionais de infantaria e blindados como reforços para suas forças na Sérvia, e desta vez seu pedido foi aceito.  A 342ª Divisão de Infantaria com 12.000 soldados comandados por Walter Hinghoffer mudou-se da França para a Sérvia Ocidental para cumprir a ordem do novo comandante militar Böhme de "limpar o crescente Sava".  Era composto pelos 697º, 698º e 699º Regimentos de Infantaria.  O 125º Regimento de Infantaria chegou da Grécia a Belgrado para participar nesta operação.  Para limpar a área entre o rio Sava, o rio Drina e a montanha Cer, o Böhme também contratou a 718ª Divisão que veio de Bijeljina e partes da 704ª Divisão que veio de Valjevo. 
O general do NDH, Slavko Kvaternik, ofereceu-se para colocar à disposição pelo menos 12 batalhões ou mais.  Eventualmente, seis batalhões da Milícia Ustaše e da Guarda Nacional Croata participaram nesta operação.  No início de setembro de 1941, o representante da Alemanha Siegfried Kache, líder da população alemã no NDH, Branimir Altagayer, župan de Vuka e outros representantes alemães e do NDH concordaram em enviar uma companhia de Einsatzstaffel com 300 soldados para participar da operação contra os Partidários. e as forças Chetnik em Mačva travaram entre 24 de setembro e 7 de novembro de 1941. 
As forças do Eixo foram apoiadas pelo esquadrão de Junkers Ju 87 e pela frota húngara do rio Danúbio de duas canhoneiras fluviais e uma lancha. 

### Forças rebeldes
Quando as forças alemãs iniciaram a operação, as forças rebeldes estavam concentradas em torno de Šabac durante o ataque a Šabac, iniciado três dias antes.
O Destacamento Chetnik Cer liderado por Dragoslav Račić era composto pelas seguintes companhias: 
- Companhia Cer comandada pelo Tenente Ratko Teodosijević
- Companhia Čokešina
- Companhia Mačva comandada pelo Tenente Nikola Sokić
- Companhia de metralhadoras comandada pelo Tenente Voja Tufegdžić
- Companhia Prnjavor
- Unidade Martinović-Zečević comandada por Vlada Zečević e Ratko Martinović

As forças comunistas eram compostas pelos seguintes Destacamentos: Podrinjski, Posavski e Valjevski e comandados por Nebojša Jerković. 

## Operação

### "Mačva"

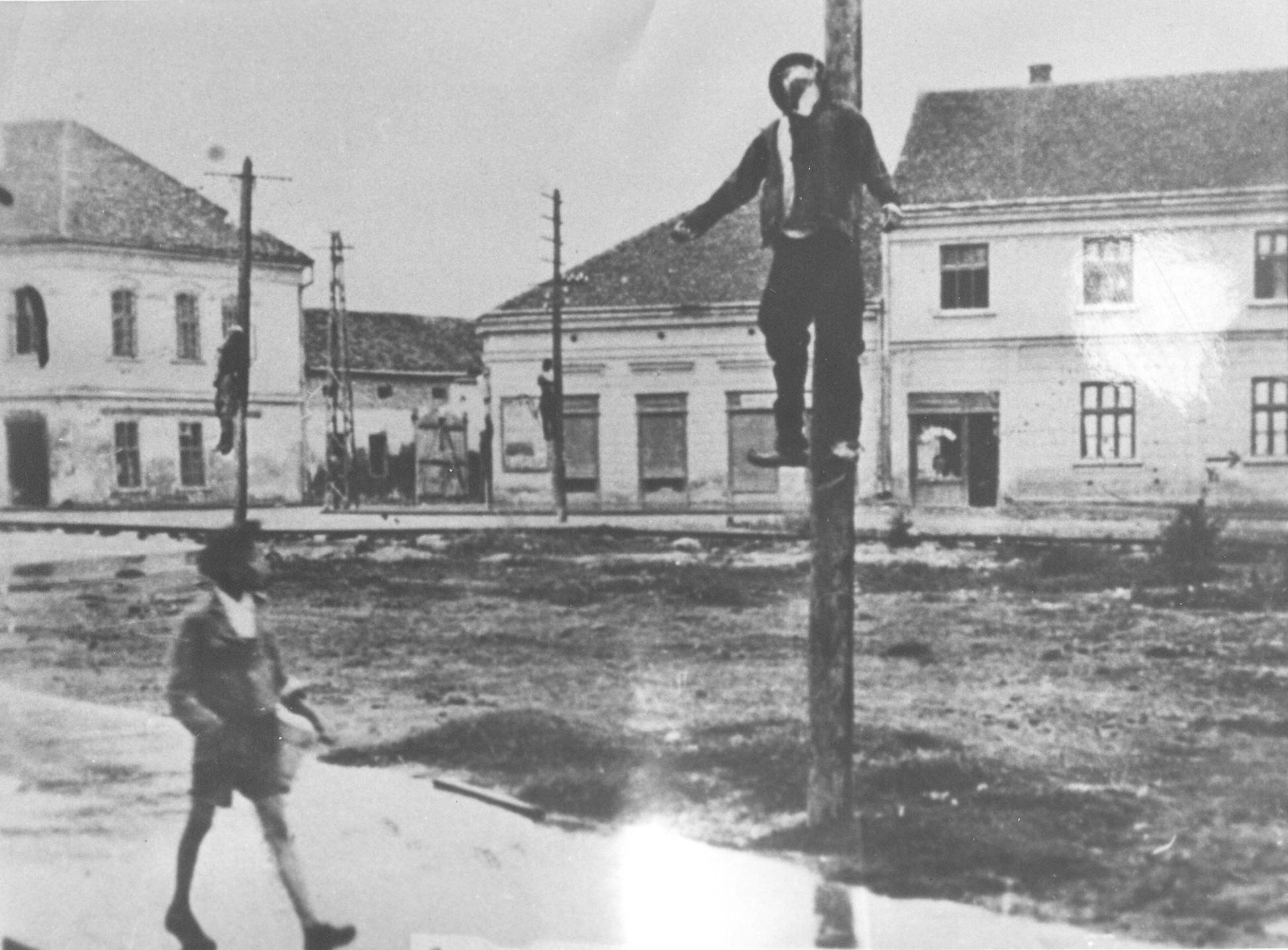
Cadáveres enforcados de civis mortos em Šabac

Inicialmente, Böhme planejou cruzar o rio Drina com a 342ª divisão e destruir os rebeldes na região de Mačva, atacando-os do sul para o norte.  Ele mudou de ideia porque temia que essa tática expusesse os flancos da 342ª Divisão aos ataques das forças rebeldes da montanha Cer-Iverak.  Com base também na proposta de Kvaternik, que apontou para a experiência da Batalha de Cer de 1914, quando a maioria das tropas austro-húngaras atacaram a Sérvia cruzando o Drina apenas para serem derrotadas pelo exército sérvio, Böhme adotou o plano para atacar os rebeldes com tropas atravessando o rio Sava.  O plano final para a operação de limpeza era simples: para preservar um elemento surpresa, a 342ª divisão seria descarregada no NDH, cruzaria o rio Sava, limparia a região de Mačva e depois avançaria para o território controlado pelos rebeldes na direção norte-sul.  A 342ª Divisão de Infantaria chegou a Srem no período entre 19 e 21 de setembro.  O ataque rebelde a Šabac, iniciado em 21 de setembro de 1941, acelerou o envolvimento militar da 342ª Divisão de Infantaria. 
A operação começou em 24 de setembro de 1941, com a chegada da 342ª Divisão de Infantaria que atacou as forças rebeldes utilizadas durante o ataque a Šabac. De acordo com algumas indicações, os guerrilheiros recuaram de Šabac em 24 de setembro de 1941, enquanto Račić e seus Chetniks continuaram a batalha até 26 de setembro de 1941.  Alguns autores como Miletić referem-se aos primeiros três dias de combate da 342ª Divisão de Infantaria como parte do Ataque a Šabac, enfatizando que a operação Limpeza do Crescente Sava começou em 28 de setembro de 1941,  enquanto outras fontes enfatizam que o a operação começou em 24 de setembro de 1941.  
A 342ª Divisão de Infantaria visou imediatamente não apenas as unidades armadas rebeldes, mas também a população civil.  O 125º Regimento de Infantaria avançou de Belgrado através de Obrenovac em direção a Ub e Valjevo.  O 699.º Regimento de Infantaria cruzou Sava perto de Šabac durante a noite entre 28 e 29 de setembro enquanto o 697.º Regimento de Infantaria cruzou Sava perto de Mačvanska Mitrovica.  Em 29 de setembro, os 699º e 688º regimentos avançaram com ampla linha de frente de Šabac em direção a Loznica, enquanto o 697º regimento avançou de Mačvanska Mitrovica em direção à aldeia Lipolist.  Entre Bogosavci e Dobrić as forças alemãs foram emboscadas por um grupo de Chetniks que recuou em direção a Dobrić quando o seu comandante foi morto nesta ação e depois que as forças alemãs receberam apoio de avião.  Em 30 de setembro, a frota fluvial húngara do Danúbio destruiu as aldeias Debrc e Novo Selo com fogo de artilharia.  Quando algumas unidades rebeldes tentaram deter os avanços alemães perto do cemitério em Majur, "muitos chetniks e guerrilheiros morreram em batalha com os alemães". 
A operação terminou em fracasso.  As principais forças rebeldes e os seus quartéis-generais recuaram diante das forças alemãs e evitaram ser capturados ou destruídos. Em 7 de outubro, Böhme concluiu que os rebeldes escaparam na frente da 342ª Divisão de Infantaria para Cer e ao sul dela e emitiu uma ordem para completar todos os preparativos na noite de 9 de outubro para atacar os rebeldes em Cer e Iverak na madrugada de 10 de outubro de 1941. 

### "Cer-Iverak"
Em 10 de outubro de 1941, a unidade pioneira partidária retirou-se de Cer e chegou a Draginac e danificou a ponte de madeira sobre o rio Jadar em 11 de outubro.  As forças rebeldes fortificadas nas colinas perto de Draginac, a companhia Pocerska do destacamento partidário Podrinski foi posicionada na colina de Sima, enquanto uma companhia de Cer Chetnik manteve posições na colina de Mekote.  Um pelotão de Chetniks de Zavlaka manteve posições na colina Vis.  Em 11 de outubro, a 342ª Divisão de Infantaria alemã capturou Tekeriš, Draginac, Loznica e Krst, queimando os mosteiros Tronoša e Radovašnica mais tarde naquele dia.  Em 12 de outubro, os rebeldes fortificaram as suas posições no rio Jadar, entre a ponte de ferro perto da Rocha de Gajić e a aldeia Donja Batanja em Osečina .  Os suprimentos adicionais de armas e munições para as forças rebeldes foram produzidos em Užice, controlada pelos rebeldes, e entregues às unidades Chetnik do Partisan e de Račić na linha defensiva no rio Jadar.  Para reduzir a pressão das forças alemãs sobre Krupanj e Valjevo, os rebeldes atacaram as posições alemãs em Zavlaka durante o dia e o acampamento alemão na aldeia Draginac durante a noite.  Em Draginac existia um acampamento do 698º Regimento da 342ª Divisão de Infantaria, reforçado com 10 tanques, unidade de artilharia de 16 canhões pesados, uma empresa de engenharia e uma empresa de comunicações.  De acordo com fontes do Chetnik, o capitão do Chetnik, Dragoslav Račić, usou a arma de sinalização alemã para dar sinais falsos à artilharia alemã, de modo que eles dispararam contra posições de unidades de infantaria alemãs.  As fontes do Chetnik enfatizaram que as forças alemãs sofreram perdas consideráveis com a sua própria artilharia antes que a confusão fosse resolvida.  As fontes publicadas pelos comunistas também enfatizam que as unidades rebeldes compostas por guerrilheiros e chetniks comandados por Račić derrotaram o ataque inimigo vindo da direção de Draginac, Zavlaka e Tekeriš e os forçaram a recuar.  Em 15 de Outubro, unidades alemãs mataram mais de 3.000 civis, incluindo homens, mulheres e crianças.  O comandante alemão na Sérvia informou em 16 de outubro que a 342ª Divisão de Infantaria reagrupou as suas unidades ao sul da montanha Cer, matou 635 pessoas e prendeu 1.043.  Os rebeldes receberam ordem para destruir a ponte de madeira no rio Jadar, perto da aldeia Draginac, na noite entre 17 e 18 de outubro de 1941. 
Após forte luta, as forças alemãs entraram em Krupanj em 20 de outubro e em Valjevo em 23 de outubro de 1941. 

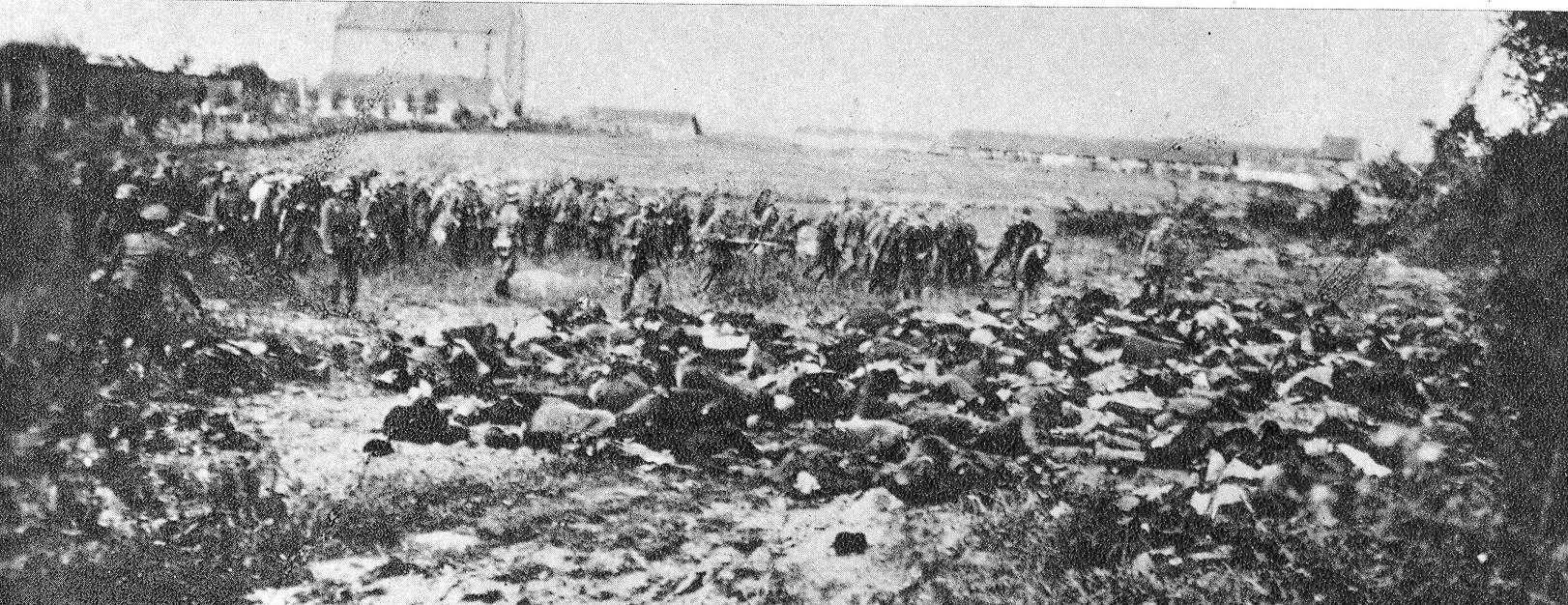
Assassinato em massa de civis sérvios em Šabac 1941

### Vítimas
Segundo relatos alemães, 742 rebeldes foram mortos durante a operação Limpando o Crescente Sava .  O número total de civis mortos em Mačva durante esta operação foi de cerca de 6.000.  Stanislav Krakov enfatizou que os militares alemães relataram que a 342ª Divisão de Infantaria teve 3 mortos e 20 feridos durante a libertação de Šabac e a operação Limpeza do Crescente Sava. 

## Consequências
Após a operação "Limpeza do Crescente Sava", a série de operações militares alemãs lançadas contra os rebeldes incluiu: 
- "Vale Krupanj – Jadar" no período entre 17 e 22 de outubro de 1941
- "Valjevo" no período entre 22 e 26 de outubro de 1941
- "Šabac e Tamnava" no período entre 3 e 9 de novembro de 1941
- "Vale Zapadna Morava e região ao redor de Užice" no período entre 24 e 29 de novembro de 1941
- "Užice" até 4 de dezembro de 1941

Na historiografia iugoslava do pós-guerra a operação Limpando o Crescente Sava foi considerada como a primeira fase da Primeira Ofensiva Inimiga. 
As operações de "Limpeza do Crescente Sava" tiveram uma influência negativa na unificação dos rebeldes na Sérvia com os rebeldes no nordeste da Bósnia. 
A revolta na Sérvia não causou baixas graves às forças do Eixo, que tiveram 200 mortos e 400 soldados feridos.  As fontes comunistas estimaram que no período entre 24 de Setembro e 4 de Dezembro de 1941 a 342.ª Divisão de Infantaria teve 32 mortos e cerca de 130 soldados feridos.  Os rebeldes tiveram cerca de 4.000 homens mortos durante os combates, enquanto 35.000 civis foram mortos na Sérvia como vítimas de represálias alemãs durante 1941. 